# Čeľadince
Čeľadince (hongrois : Családka) est un village de Slovaquie situé dans la région de Nitra.

## Histoire
Première mention écrite du village en 1113.

## Démographie

### Évolution de la population
| Année:               | 1994. | 2004.   | 2014.   | 2024.    |
| -------------------- | ----- | ------- | ------- | -------- |
| Nombre de personnes: | 440   | 447     | 435     | 516      |
| Différence:          |       | +1,59 % | -2,68 % | +18,62 % |

| Année:               | 2023. | 2024.   |
| -------------------- | ----- | ------- |
| Nombre de personnes: | 514   | 516     |
| Différence:          |       | +0,38 % |